# Związek Wybrzeża Opalowego
Syndicat Mixte de la Côte d’Opale (Związek Wybrzeża Opalowego) – związek gmin francuskich Dunkierki, Calais i Boulogne mający na celu rozwój turystyki, utworzenia sieci miast i stworzenia przeciwwagi dla władzy regionalnej/rządowej (lobby gmin). Do najważniejszych zadań SMCO należy zapobieganie wewnętrznej konkurencji między miastami należącymi do Związku, wspólne rozwiązywanie problemów, wzajemna promocja partnerów oraz inicjowanie wspólnych projektów z różnych dziedzin życia, w tym przedsięwzięć dofinansowanych ze środków Unii Europejskiej.

## Charakterystyka
Członkami Związku Wybrzeża Opalowego są zarówno gminy, związki gminne jak również izby przemysłowo-handlowe. Członkostwo w SMCO jest dobrowolne i opiera się na pracach w 8 grupach roboczych: 
1. gospodarczej,
2. handlu i transportu pasażerskiego,
3. edukacji,
4. informacji i technologii,
5. ds. wody i linii brzegowej,
6. zdrowia,
7. sportu,
8. kultury.

Związek Wybrzeża Opalowego skupia gminy położone w północnej Francji, w regionie Nord-Pas-de-Calais. Do Związku należy m.in.
- Dunkierka – zajmujący trzecie miejsce we Francji port handlowy, posiadający również połączenia promowe z Dover;
- Boulogne-sur-Mer – najważniejszy francuski port rybacki, jest jednocześnie kąpieliskiem morskim i ośrodkiem turystycznym ze starym miastem i wartym obejrzenia oceanarium (Nausicaa);
- Calais – największy port pasażerski Francji i jeden z głównych portów pasażerskich Europy – połączony jest z Wielką Brytanią poprzez Eurotunel, posiada również linie promowe do tego kraju. Calais szczyci się swoimi zabytkami: XV-wieczną twierdzą, czy też ruinami gotyckiego kościoła Notre-Dame z XIV–XV w.

Związek jest partnerem Gdyni.